# Okacha Ben Ahmed Daho
 (septembre 2015).
Si vous disposez d'ouvrages ou d'articles de référence ou si vous connaissez des sites web de qualité traitant du thème abordé ici, merci de compléter l'article en donnant les références utiles à sa vérifiabilité et en les liant à la section « Notes et références ».
Pour les articles homonymes, voir Okacha.
Okacha Ben Ahmed Daho, né le 13 août 1963 à Sidi Bel Abbès en Algérie, est un représentant des organisations islamiques de France.
En 2015, Ben Daho est secrétaire général de l’Union des organisations islamiques de France (UOIF).

## Biographie
Okacha Ben Ahmed Daho né le 13 août 1963 en Algérie à Sidi Bel Abbès. Il immigre en France pour commencer son deuxième cycle d’études supérieures. Il obtient une maîtrise puis un doctorat en informatique à l’université de Limoges en 1998. Ce père de famille de trois enfants est professeur d’informatique au Conservatoire national des arts et métiers (campus Île-de-France) et à l'école IRIS dans le domaine de l'informatique. Lorsqu’il exerce ses activités militantes à Limoges, il possède un commerce de vêtements pour femmes, appelé Culture et mode et déclaré en 2005 au nom de son épouse Fatma Ben Ahmed Daho.

## Engagement et occupations politiques
Après avoir commencé une carrière politique en Algérie au cours de ses études, au sein de l'Union générale des étudiants libres (UGEL), une organisation affiliée au Mouvement de la société pour la paix (MSP), organisation algérienne qui se réclame des Frères musulmans, il poursuit son engagement militant au sein des Étudiants musulmans de France (EMF) lors de son immigration en France. 
Depuis 2003, Okacha Ben Ahmed Daho est le secrétaire général de l’UOIF, et ancien trésorier de l’institution. En 2005-2007, il devient vice-président du CRCM-Limousin (section régionale du conseil du culte musulman. Il fut en 2008 le trésorier d'une organisation-sœur, le Conseil français du culte musulman (CFCM),. En parallèle, il est aujourd’hui également président de la Fédération des musulmans de La Courneuve (FMC), mais réside toujours à Limoges. Dans le cadre de cette mission, il présente un plan pour la construction de la Grande mosquée de la ville de La Courneuve. Okacha Ben Ahmed Daho intervient dans une vidéo du Sénat sur le financement des lieux de culte en France, défendant l’idée d’un soutien du gouvernement à la construction de mosquées.